# Komjáthy Győző
Komjáti Komjáthy Győző (Balassagyarmat, 1883. január 21. – Budapest, 1966. december 21.) impresszionista költő.

## Élete
Komjáthy Jenő és Márkus Gizella fia. Losoncon és Győrben végezte a gimnáziumot. A Budapesti Egyetemen jogot tanult, ugyanott statisztikai államvizsgát tett. Az 1920-as évek másik felétől Az Est-lapokban közölte a munkáit. 1945 után a Kortársban és az Élet és Irodalomban publikált. Néhány verse a Vigíliában is megjelent.
Felesége Galina Matild Anna (1887–1935) volt, akivel 1918. február 2-án Budapesten, a Ferencvárosban kötött házasságot.

## Művei
- Áll a tenger, 1959 (1926–1959 között írt versek)